# Marienkirche (Ribnitz)

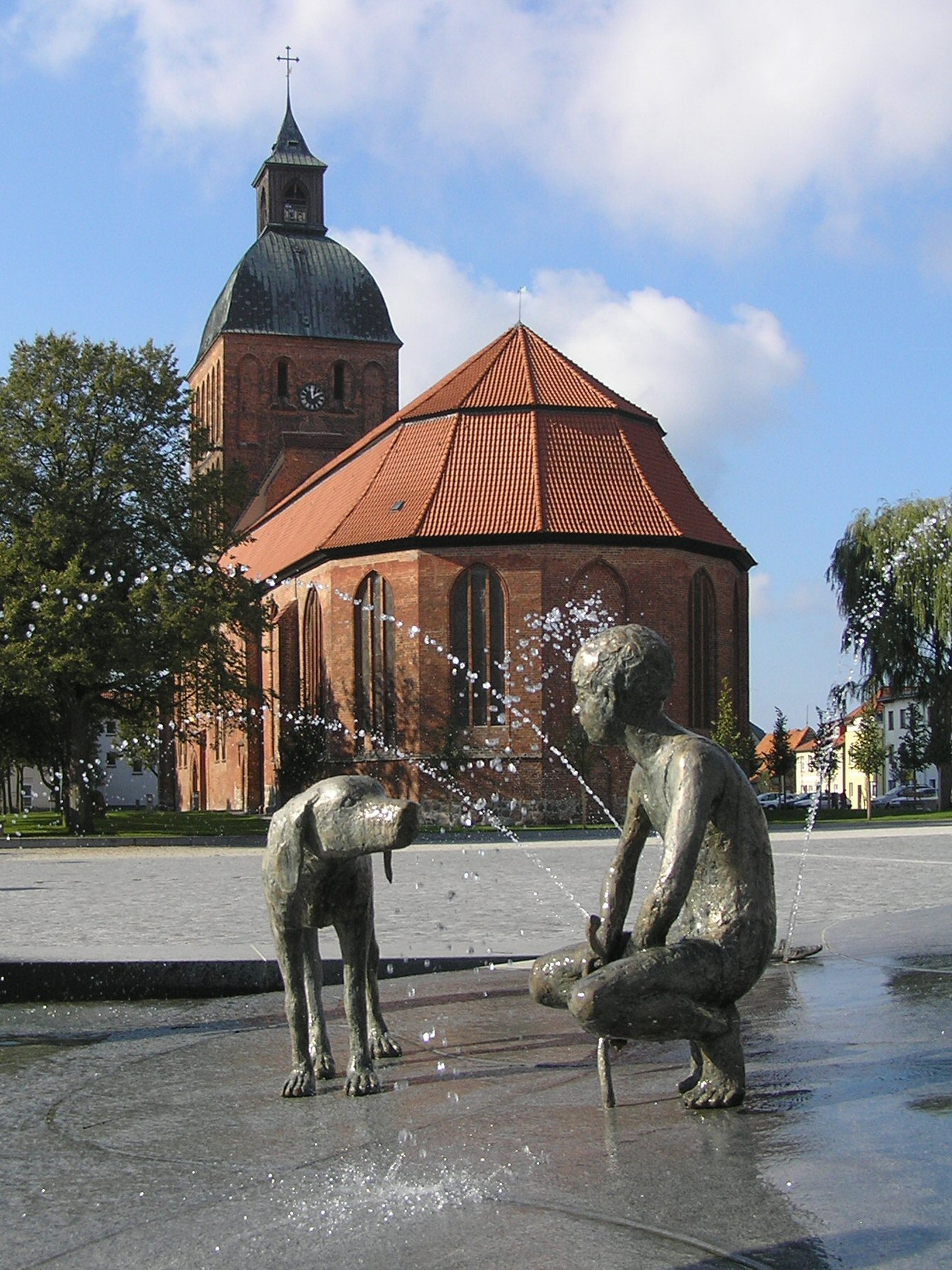
Marienkirche von Osten (Markt)

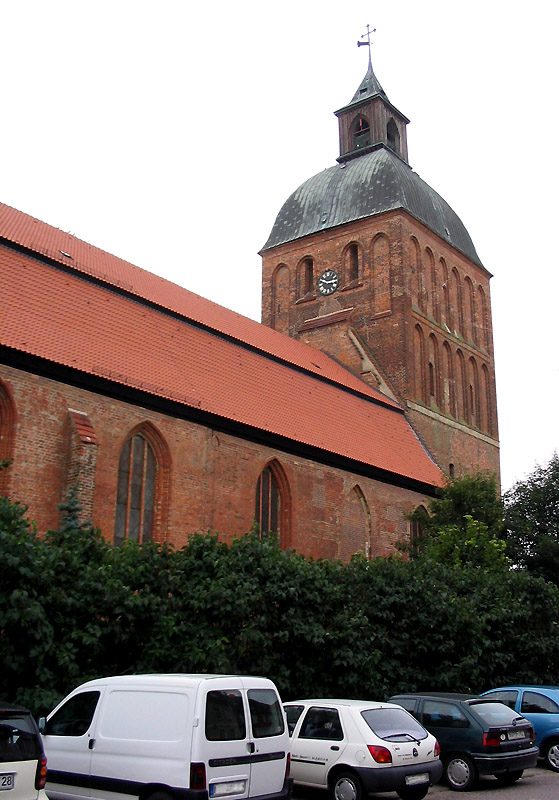
Marienkirche von Nordost

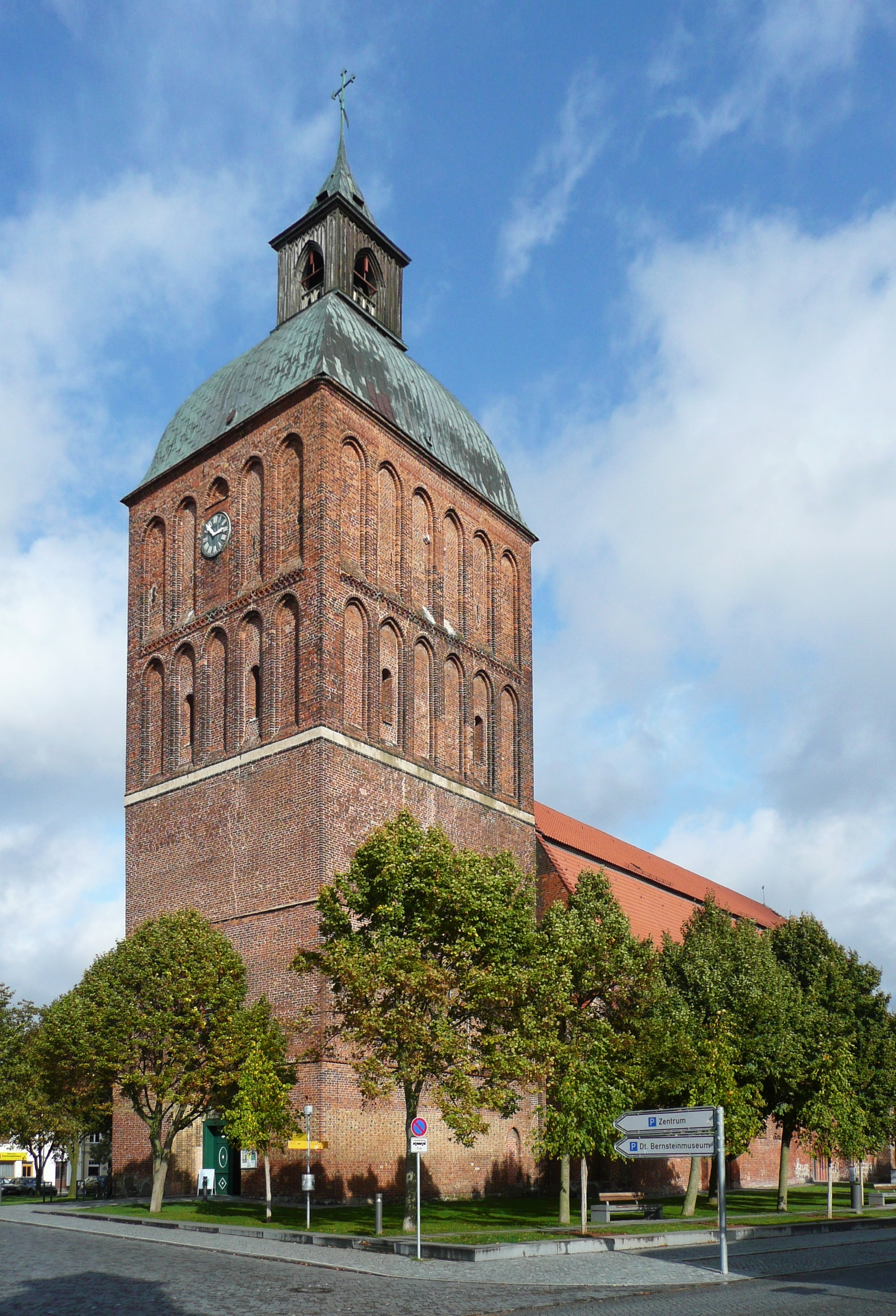
Westturm

Die Marienkirche ist die Stadtkirche im historischen Stadtkern im Ortsteil Ribnitz in Ribnitz-Damgarten im Landkreis Vorpommern-Rügen in Mecklenburg-Vorpommern. Die Gemeinde gehört zur Propstei Rostock im Kirchenkreis Mecklenburg der Evangelisch-Lutherischen Kirche in Norddeutschland (Nordkirche).

## Chronik und Beschreibung
Ribnitz wird erstmals in einer Urkunde aus dem Jahre 1233 erwähnt. Im zweiten Viertel des 13. Jahrhunderts wurde die ursprüngliche dreischiffige spätromanische Hallenkirche angelegt, im Grundriss ähnlich wie die Stadtkirche in Gadebusch. Dieser Backsteinbau ist nur noch im westlichen Teil als Rest erkennbar und zwar in Form der Rundbogenfriese und der paarweise vorliegenden Lanzettfenster an der Nordseite.
Die Kirche wurde oftmals umgebaut. Im 14. Jahrhundert folgten die Ergänzungen nach Osten um zwei Joche mit äußeren Streben. Die beiden erhaltenen Spitzbogenportale in den Längswänden stammen auch aus dieser Zeit. Ein Brand von 1455 führte zu größeren, einheitlichen Umgestaltungen. Der Chor mit einem Joch und einem dreischiffigen Umgang wurde angefügt, wobei die Streben hier nach innen gelegt wurden. An der Nord- und der Südseite befinden sich je ein breitspitzbogiges Portal aus dem 14. Jahrhundert mit glasierten Steinen verziert. Das Mansarddach über dem Längsschiff entstand nach einem Brand von 1759.
Der wuchtige, quadratische Westturm entstand auch erst nach dem Brand von 1455. Er hat drei Geschosse. Die beiden oberen Geschosse weisen umlaufende Blendenreihen und Maßwerkfriese auf. Die geschweifte, barocke Kuppel auf dem Turm wird gekrönt durch eine neugotische Laterne mit einem spitzen Turmhelm aus den Jahren 1841 bis 1843, entworfen von dem Schweriner Hofbaumeister Georg Adolf Demmler.

### Glocken
Im Turm hängen vier Glocken, die älteste aus dem Jahr 1927. Die sogenannte Fischlandglocke wurde vom Goldschmied Walter Kramer gestiftet und am 8. Dezember 1946 geweiht. Zwei der drei ursprünglichen Kirchenglocken waren 1942 demontiert und zur Herstellung von Munition eingeschmolzen worden. Nach dem Zweiten Weltkrieg sammelte Kramer auf einer ehemaligen Flak-Stellung am Hohen Ufer in der Nähe von Ahrenshoop leere Geschoss-Kartuschen, um daraus die Fischlandglocke gießen zu lassen. Sie trägt die Inschrift „Oh + Land + Land + Land + HÖRE + DES + HERRN + WORT“. 2006 kamen zwei Glocken der Glockengießerei Perner hinzu.

### Innengestaltung

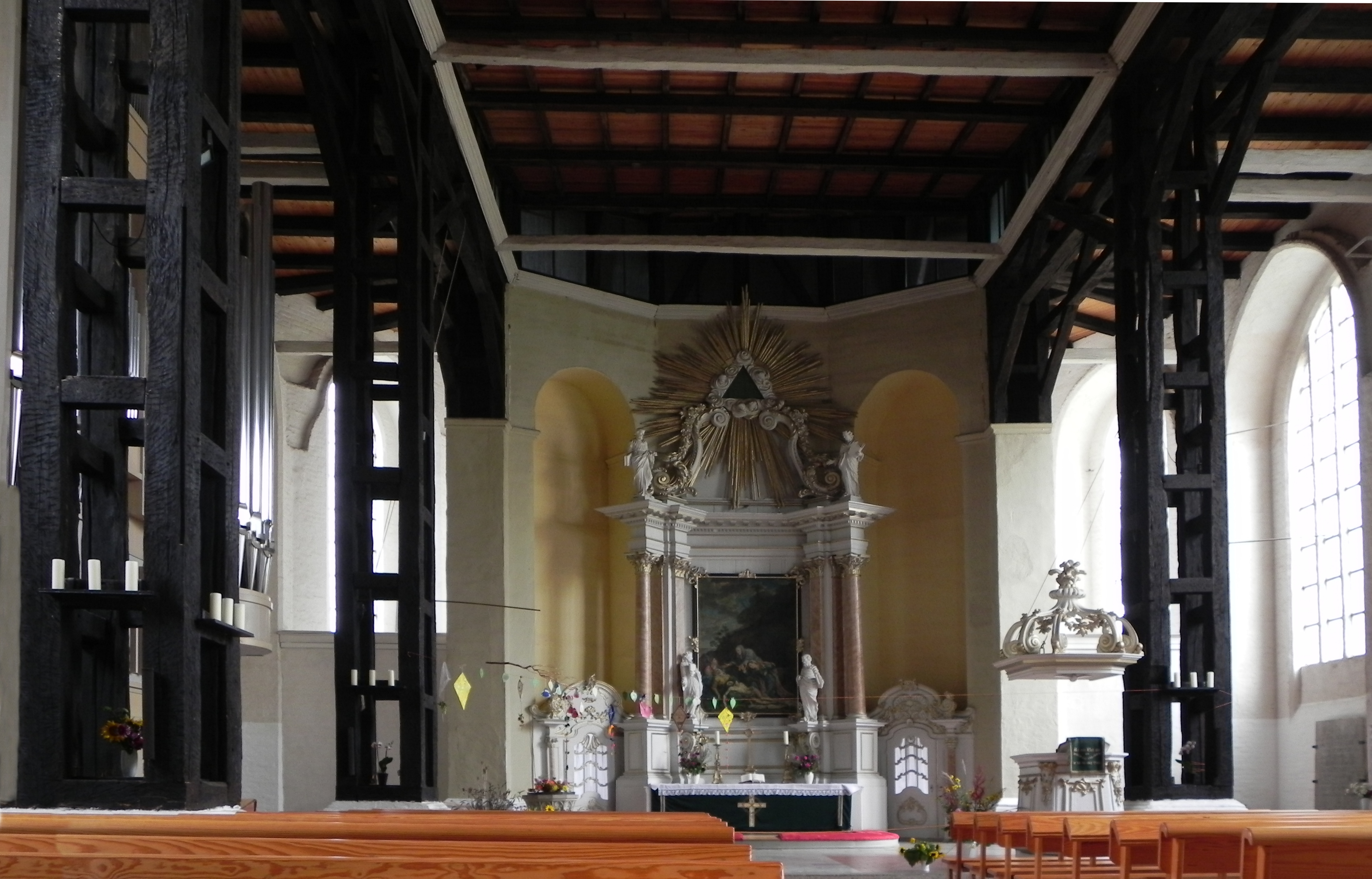
Der Innenraum wird renoviert. Man erkennt die ansonsten ausgemauerten und verputzten Fachwerksäulen aus Eichenholz(im Hintergrund zwei Säulen im Originalzustand).

Die schlichte innere Gestaltung wurde durch die Renovierungsmaßnahmen aus der Zeit nach dem Brand von 1759 geprägt, als die gotischen Gewölbe verloren gingen. Das Aussehen wird bestimmt durch die sieben quadratischen Pfeiler (ausgemauerte eichenhölzerne und verputzte Fachwerksäulen), die segmentbogigen Arkaden, das hölzerne Tonnengewölbe über dem Mittelschiff und die hölzernen Flachdecken über den Seitenschiffen. Der Chorumgang ist durch eine halbhohe Mauer von den Seitenschiffen abgetrennt.

### Ausstattung
Der hölzerne Altaraufsatz im Chor stammt von 1781. Er hat ein breites Gesims und darüber eine Strahlenglorie mit dem Auge Gottes und den Evangelisten zwischen den Säulen. Das Altarbild vom Hofmaler Johann Heinrich Suhrlandt zeigt die Beweinung Christus. Zur gleichen Zeit entstand die hölzerne Kanzel. Weiterhin sind noch zwei Pfarrerbildnisse aus dem 18. und 19. Jahrhundert zu sehen.

### Orgel

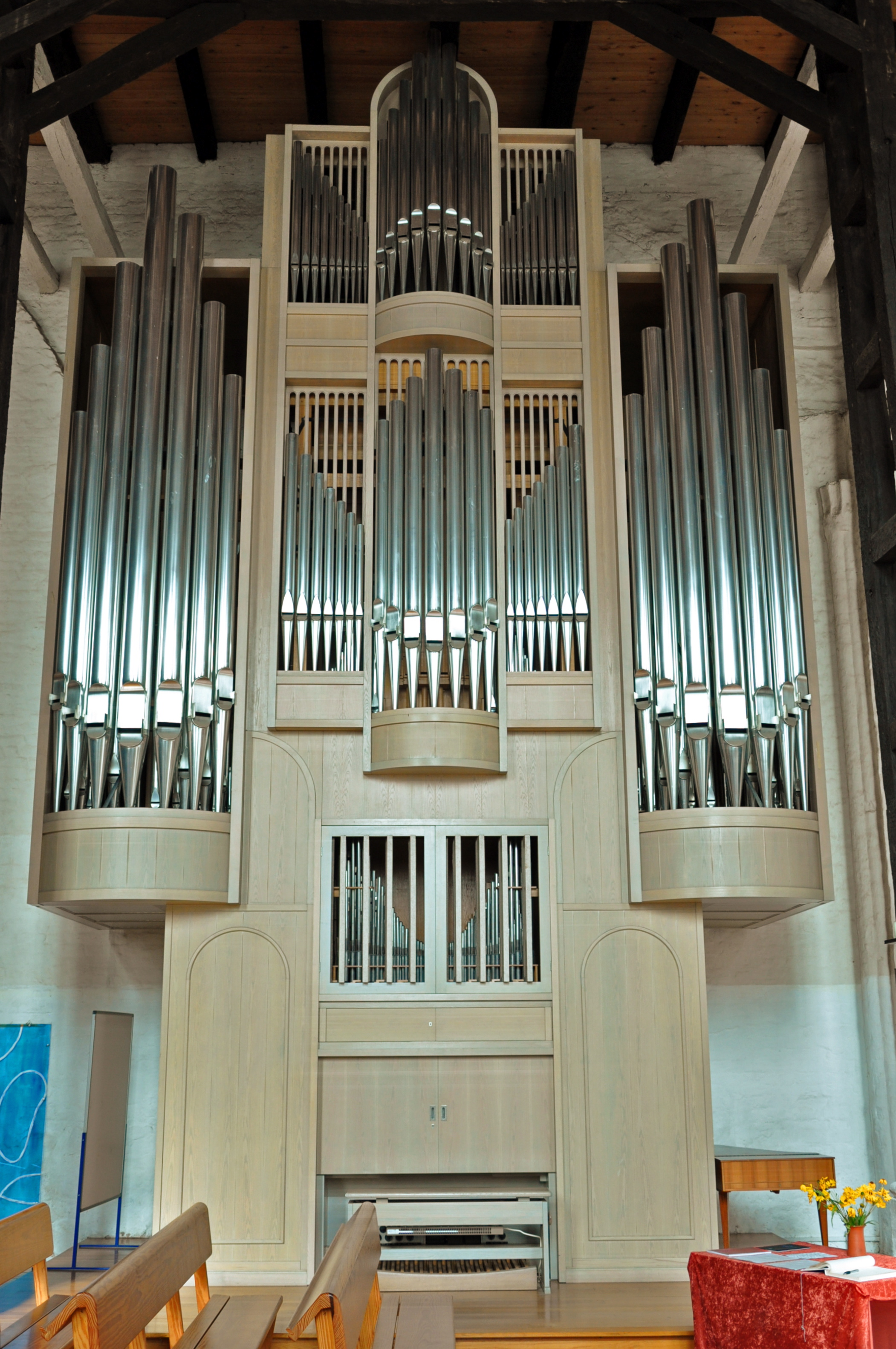
Jehmlich-Orgel von 1994

Die Orgel der Marienkirche wurde 1994 von der Orgelbaufirma Jehmlich (Dresden) erbaut. Das Instrument hat 38 Register (Schleifladen) auf drei Manualen und Pedal. Die Spieltrakturen sind mechanisch, die Registertrakturen elektrisch.
| I Hauptwerk C–g3 |             |       |
| 1.               | Quintatön   | 16′   |
| 2.               | Prinzipal   | 8′    |
| 3.               | Rohrflöte   | 8′    |
| 4.               | Oktave      | 4′    |
| 5.               | Spitzflöte  | 4′    |
| 6.               | Nasat       | 2 ⁄3′ |
| 7.               | Superoktave | 2′    |
| 8.               | Kornett III |       |
| 9.               | Mixtur IV   |       |
| 10.              | Trompete    | 8′    |

| II Schwellwerk C–g3 |                 |        |
| 11.                 | Prinzipalflöte  | 8′     |
| 12.                 | Viola da Gamba  | 8′     |
| 13.                 | Oktave          | 4′     |
| 14.                 | Querflöte       | 4′     |
| 15.                 | Waldflöte       | 2′     |
| 16.                 | Terz            | 1 3⁄5′ |
| 17.                 | Sifflöte        | 1 ⁄3′  |
| 18.                 | Scharf IV       |        |
| 19.                 | Fagott          | 16′    |
| 20.                 | Trompette harm. | 8′     |
| 21.                 | Hautbois        | 8′     |
| 22.                 | Clairon         | 4′     |
|                     | Tremulant       |        |

| III Brustwerk C–g3 |                 |       |
| 23.                | Holzgedackt     | 8′    |
| 24.                | Prinzipal       | 4′    |
| 25.                | Koppelflöte     | 4′    |
| 26.                | Gemsoktave      | 2′    |
| 27.                | Glöcklein       | 1′    |
| 28.                | Sesquialtera II | 2 ⁄3′ |
| 29.                | Zimbel III      |       |
| 30.                | Cromorne        | 8′    |
|                    | Tremulant       |       |

| Pedal C–d1 |               |         |
| 31.        | Prinzipalbass | 16′     |
| 32.        | Subbass       | 16′     |
| 33.        | Quintbass     | 10 2⁄3′ |
| 34.        | Oktavbass     | 8′      |
| 35.        | Holzflöte     | 8′      |
| 36.        | Choralbass    | 4′      |
| 37.        | Hintersatz IV |         |
| 38.        | Posaune       | 16′     |
| 39.        | Trompete      | 8′      |

- Koppeln: II/I, III/I, III/II, I/P, II/P, III/P
- Spielhilfen: 256-fache Setzeranlage, Crescendowalze.

## Geistliche
- Julius Sieden, zweiter Pastor 1912–1922; erster Pastor 1922–1927